# Гельминтофагия

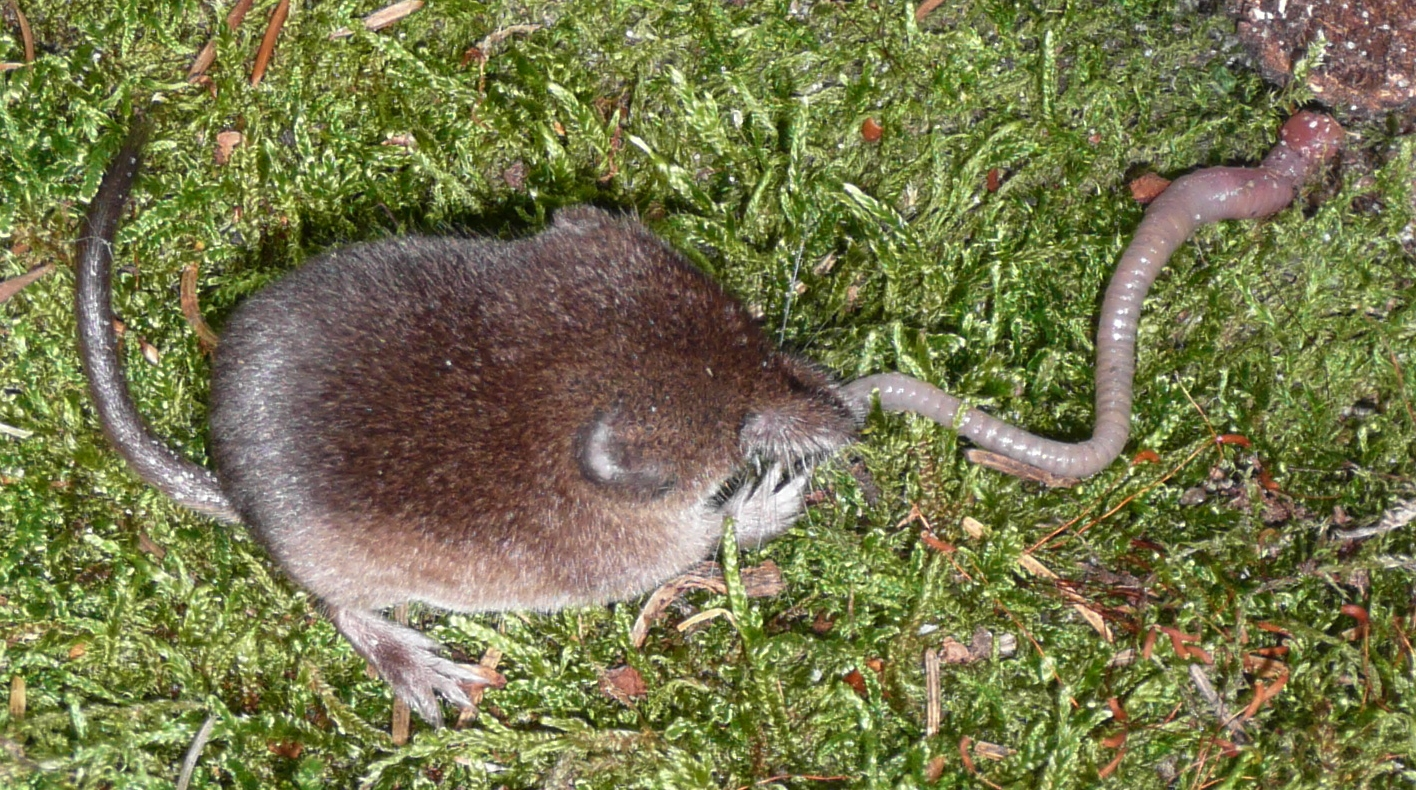
Обыкновенная бурозубка, поедающая земляного червя

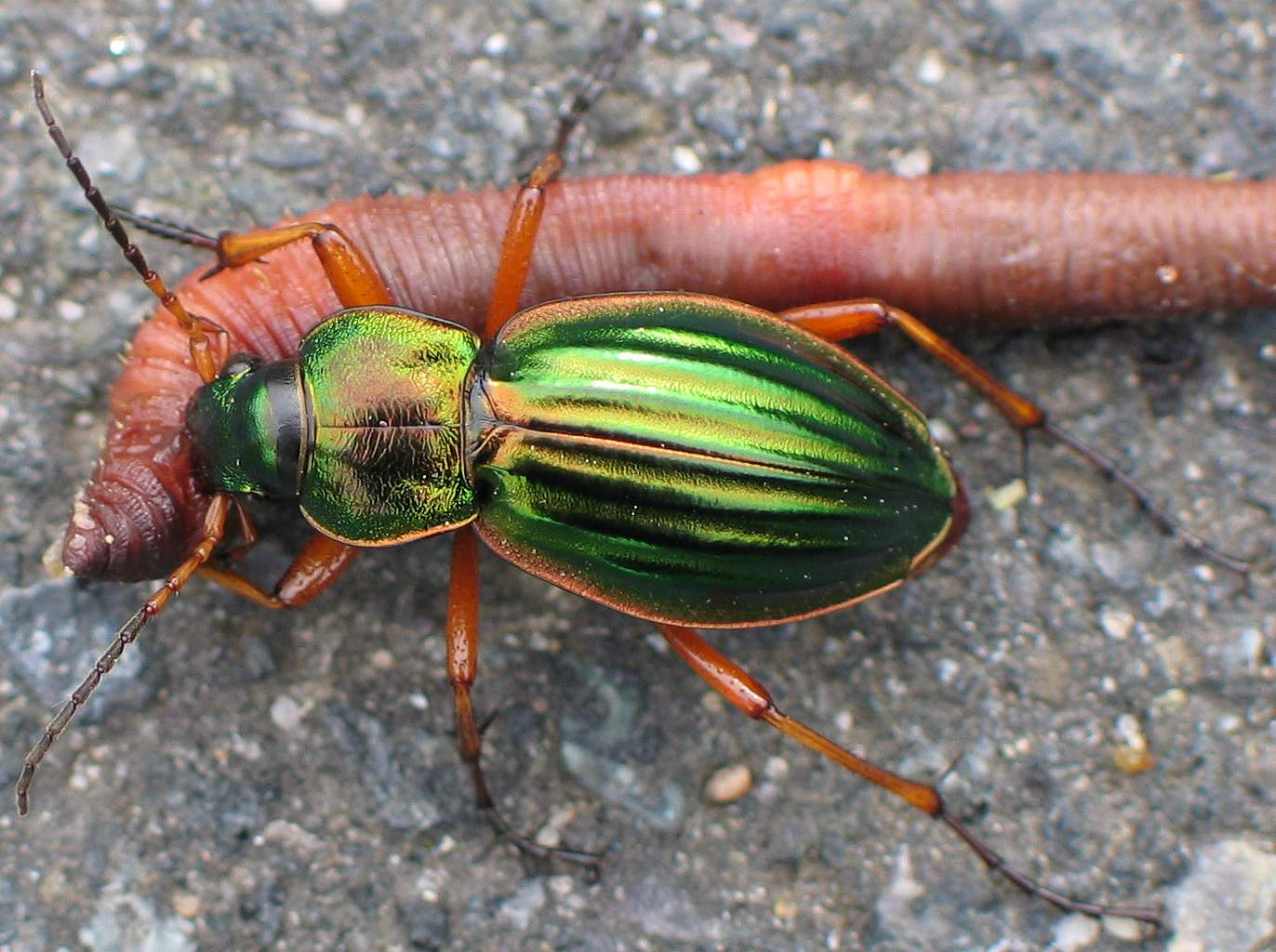
Золотистая жужелица, напавшая на земляного червя

Гельминтофагия — специализированная форма питания и пищевого поведения некоторых позвоночных и беспозвоночных животных, охотящихся и питающихся червями (безотносительно их систематической принадлежности), а также способ добывания пищи некоторыми почвенными и водяными видами грибов. Поскольку червями называют представителей разных таксонов (от уровня типа и ниже), то для некоторых их систематических групп используются отдельные термины в более узком значении. Например, применительно к круглым червям, или нематодам, используется понятие нематофагия, а при питании земляными червями говорят о вермифагии.

## Описание
Черви — питательный и относительно легкодоступный корм, поэтому многие плотоядные животные при случае питаются ими. Для некоторых они могут составлять значительную часть рациона. Есть и специализированные червеядные животные, приспособленные для добывания червей, например, кроты, приспособившиеся также как и земляные черви к роющему образу жизни. Червями питаются многие позвоночных и беспозвоночные животные: землеройки, ежи, многие воробьинообразные и другие птицы, веретеницы, лягушки, жабы и саламандры, водных червей поедают многие рыбы. Среди млекопитающих и птиц встречаются облигатные вермифаги, то есть животные, основу рациона которых составляют дождевые черви. Например, дождевые черви являются основным кормом целого семейства млекопитающих — кротовых, в том числе европейского крота. За один раз он может съесть до 20—22 граммов дождевых червей. За сутки крот насыщается 3—4 раза, съедая около 50—60 граммов корма, что немногим меньше массы самого зверька. Целого или разорванного червя крот ест с конца, придерживая его лапами. Землю из кишечника червя он выдавливает пальцами передних ног и передними зубами. В рыхлой и влажной почве кормовые, или охотничьи ходы европейский крот прокладывает на глубине 2—5 см, они горизонтальные, приповерхностные и идут во всех направлениях, образуя сложную систему огромной протяженности. По этим ходам кроты бегают и собирают заползших в них червей. На открытых, не затененных кронами деревьев, участках, где почва часто и глубоко просыхает, и черви к поверхности не выползают, крот располагает свои ходы на глубине 10—30 см от поверхности. Как и дождевые черви, кроты активны круглый год. Черви прокладывают ходы даже в мёрзлой земле и ползают на её поверхности под снегом. За ними следуют и кроты, прокладывая подснежные кормовые, или охотничьи ходы. В местах обитания кротов многие недели и месяцы может не наблюдаться ни одной свежевыброшенной кучки земли и ни одного метра свежеподнятого приповерхностного хода. В это время всю массу корма кроты ежедневно находят только в ранее проложенных ходах, поскольку дождевые черви сами, активно и в большом количестве заползают в кротовые ходы. Тому может быть две причины: туда их привлекает запах кротового мускуса, к которому черви проявляют положительный хемотаксис, либо несколько более высокая температура воздуха в невентилируемой полости хода, чем в окружающих его слоях почвы, а может быть, и то и другое. Кротовый ход для дождевых червей представляет собой ловушку с постоянно действующей тепловой и пахучей приманкой.
Дождевые черви также составляют основу питания лесного кулика вальдшнепа, который добывает корм погружая клюв в почву и таким образом зондируя её. В 2012 году был описан новый вид мышевидных грызунов Paucidentomys vermidax, который, как предполагается питается исключительно дождевыми червями. Вермифагия у млекопитающих часто коррелирует с очень высокой морфологической вариабельностью коренных зубов (моляров), предположительно отражающей снижение строгости генетического контроля развития этих зубов в связи с ослаблением требований отбора к точности зубной окклюзии. Пеночковые певуны, род певчих воробьиных птиц из Северной и Центральной Америки, получили научное название Vermivora, что означает «поедающий червей».
Среди беспозвоночных на червей охотятся некоторые хищные насекомые, например, жуки-жужелицы, и хищные улитки. Среди самих червей существуют хищные виды, питающиеся другими червями, например, некоторые планарии.
Для добычи червей под землей или на поверхности питающиеся ими животные используют разные свои чувства: обоняние, вибрационную чувствительность или зрение. Черви богаты белком, аминокислотами, железом и влагой.
Некоторые почвенные грибы образуют на своём мицелии кольца, которые служат для ловли и умерщвления червей-нематод. Разные виды грибов для ловли добычи используют петли, головки, капельки клеящего вещества и т. д. Как только нематода попадает в кольцо или петлю, то сразу начинает сопротивляться, пытаясь освободиться. Чем активнее движения, тем в большее количество колец и петель попадает червь. Часа через два его движения замедляются и прекращаются. От гриба к нематоде отходит росток, расширенный конец которого называют «инфекционным бульбусом». Он внедряется в тело червя и там быстро разрастается, пока гифы не заполняют всю полость тела животного. Примерно через сутки от нематоды остаётся лишь кожица.
У представителей распространённого по всему миру рода Dactylaria нити грибницы образуют выросты в виде колец из трёх реагирующих на прикосновение клеток. Если в такую петлю случайно попадёт нематода, они за десятую долю секунды вздуваются в три раза и так туго перетягивают жертву, что она гибнет. Тогда нити гриба прорастают внутрь жертвы и переваривают её. Некоторые грибы охотятся в воде. Вид Zoophagus tentaculum добывает в прудах коловраток (которых ранее относили к первичнополостным червям), нематод и других микроскопических животных. Гриб образует короткие выросты, служащие приманкой. Стоит животному схватить её, как оно оказывается на крючке, который затем переваривает жертву и высасывает её изнутри.

## Галерея

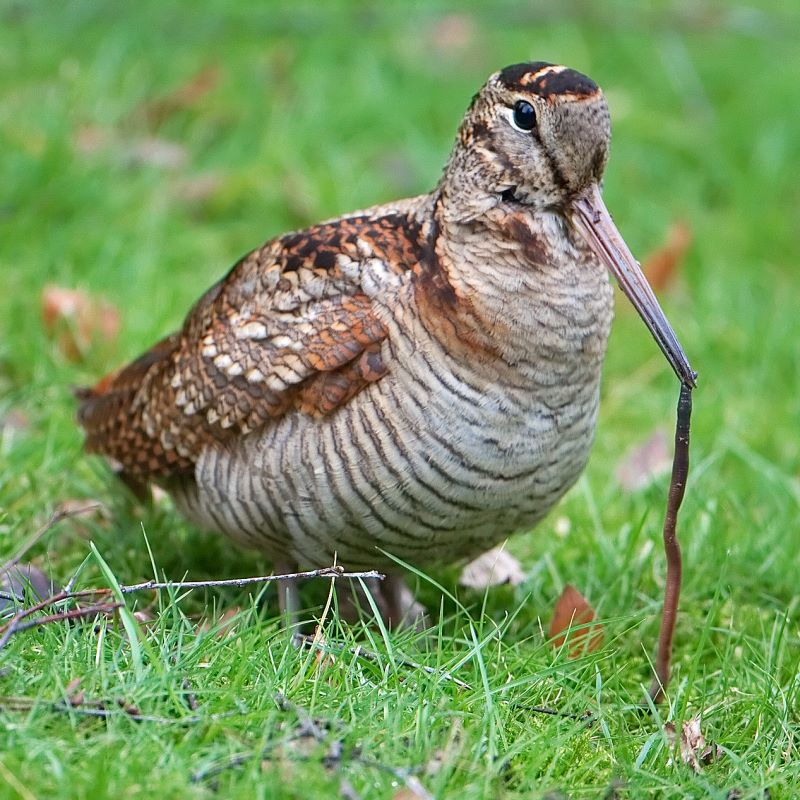
Вальдшнеп с пойманным червем
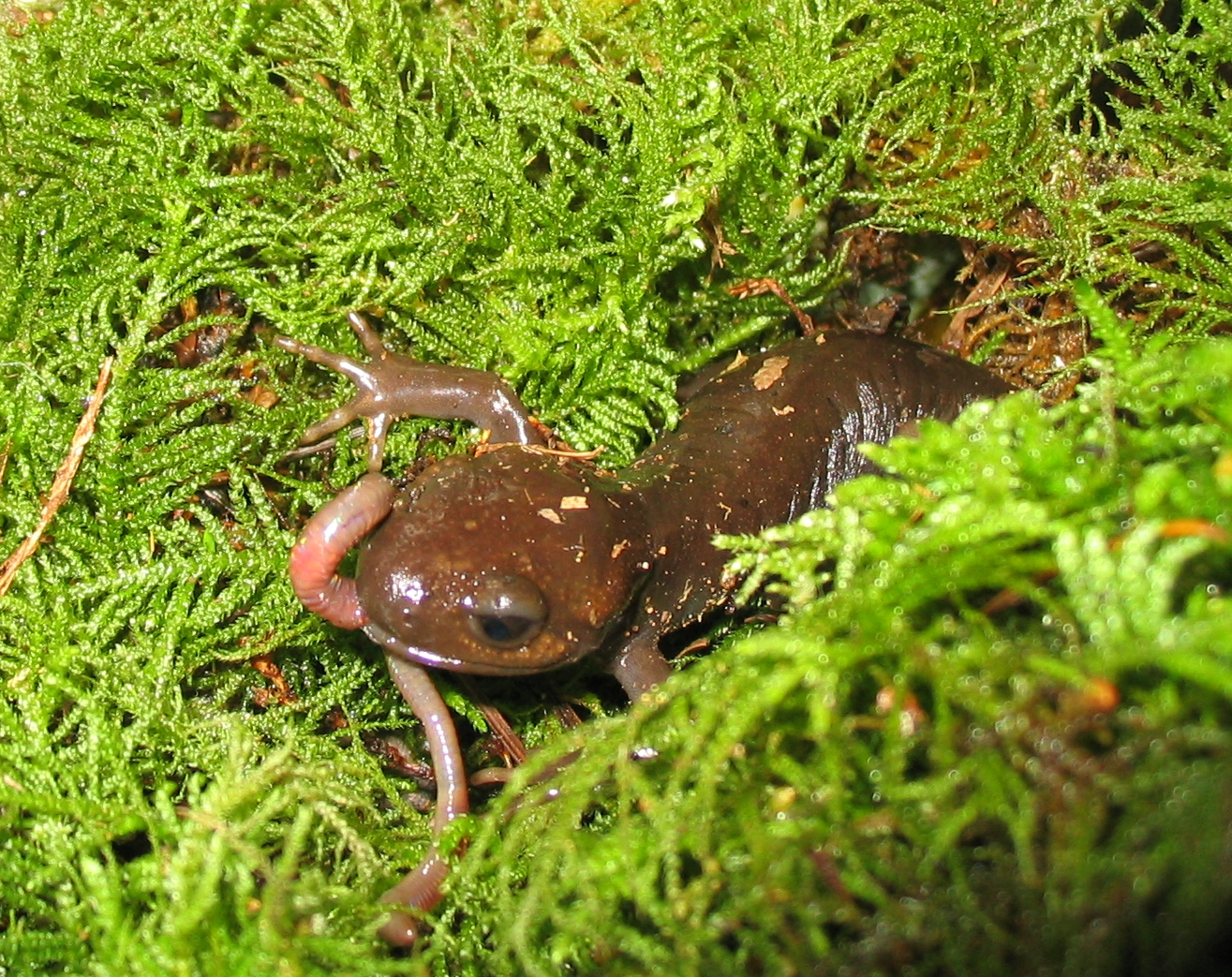
Бурая амбистома, поедающая земляного червя
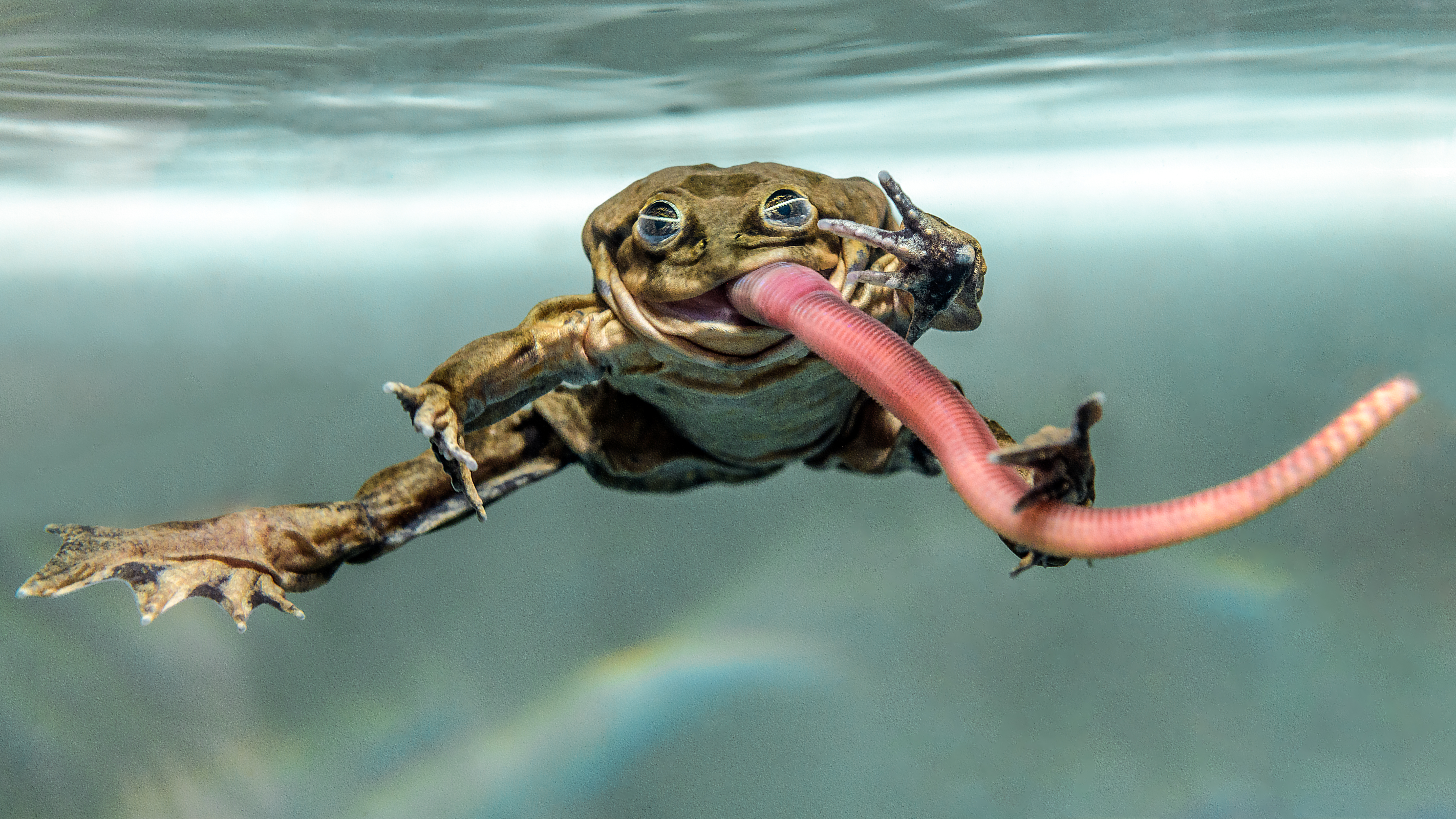
Лягушка титикакский свистун, поедающая червя
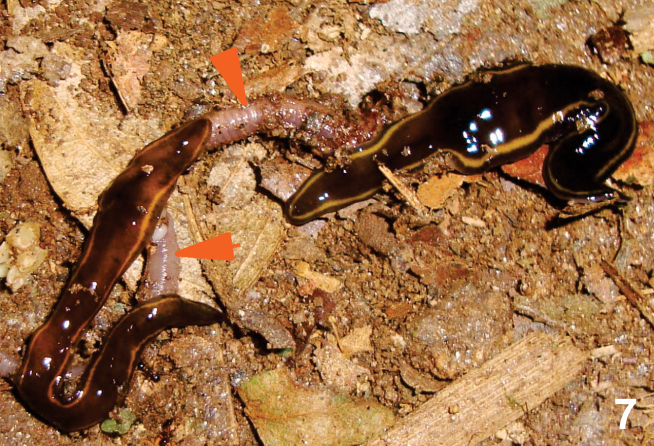
Два хищных плоских червя Imbira marcusi одновременно атакующие дождевого червя
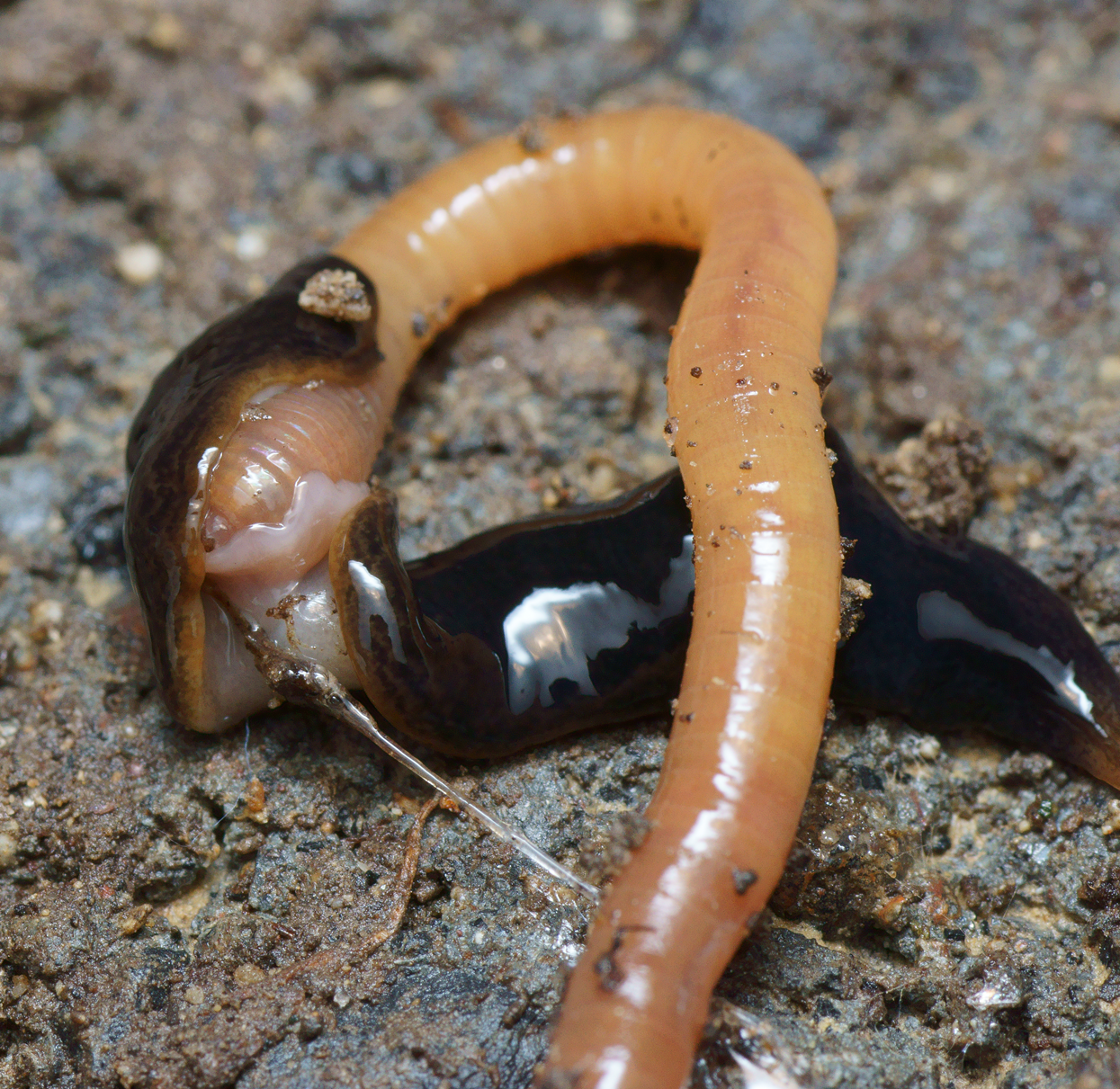
Плоский червь Obama nungara (тёмного цвета), заглатывающий дождевого червя; хорошо видна его вывернутая глотка, частично охватывающая голову добычи